# Cổng bão
Cổng bão (tiếng Nga: Грозовые ворота, Gra-gia-vy-e va-ro-ta) là một bộ phim truyền hình ngắn tập thuộc thể loại tâm lý - chiến tranh, phát hành năm 2006 của Điện ảnh Nga.
Dựa trên nội dung cuốn tiểu thuyết "Đường tới thiên đàng" của nhà văn Aleksandr Tamonikov, bộ phim hầu như tái hiện lại trận đánh trên điểm cao 776 trong cuộc chiến tranh Chechnya lần thứ hai (29 tháng 2 đến 1 tháng 3, 2000). Sau khi bộ phim ra mắt, cuốn tiểu thuyết nhiều lần tái bản dưới tiêu đề mới: "Cổng bão".

## Nội dung
Trung úy Aleksandr Doronin được cử làm chỉ huy Đại đội 6, cùng với hai tân binh Konstantin Vetrov và Nikolai Gorshkov, họ nhận lệnh tới Bắc Kavkaz.
Ở Chechnya, Trung đoàn trưởng - Đại tá Galkin - giao nhiệm vụ cho Doronin và đồng đội phải bảo vệ một cứ điểm quan trọng, nằm trên một quả đồi (nơi này vốn là một pháo đài, có biệt hiệu là "Cổng bão") bằng mọi giá.
Để hỗ trợ cho nhóm của Doronin - đa phần họ là lính trẻ, mới gia nhập quân đội và thiếu kinh nghiệm chiến đấu - Trung đoàn tăng viện thêm một đội công binh trực thuộc GRU dưới sự chỉ huy của Valery Yegorov - người trước đó vài năm có vợ con bị một nhóm khủng bố sát hại. Ngay sau khi gia nhập cuộc bảo vệ cao điểm, Yegorov giới thiệu với Doronin một chiến hữu của anh, đó là Murad Shah - cựu phiến quân người Chechnya.
Thông qua Shah, Đại đội 6 nắm được một nguồn tin đáng tin cậy, phiến quân đang tập trung binh lực rất lớn nhằm mục đích triệt hạ bằng được "Cổng bão". Những người lính của Đại đội 6 buộc phải khắc phục mọi điểm yếu để sẵn sàng bước vào một cuộc đọ sức đẫm máu đang tới rất gần.

## Diễn viên
- Mikhail Porechenkov... Valery Yegorov
- Vyacheslav Razbegayev... Murad Shah
- Anatoly Pashinin... Aleksandr Vladimirovich Doronin
- Andrey Krasko... Galkin
- Ivan Zhidkov... Konstantin Vetrov
- Yevgeny Potapenko... Nikolai Gorshkov
- Mikhail Yefremov... Lanevsky
- Daniil Strakhov... Pankratov
- Marina Mogilevskaya... mẹ Kostya
- Viktorya Tolstoganova... Valya
- Anastasia Tsvetayeva... Каtya
- Andrey Zibrov... Trung tướng Gavrilov (Tham mưu trưởng)
- Boris Shcherbakov... tướng Теrек
- Yekaterina Klimova... Аlinа
- Yelizaveta Boyarskaya... Sasha
- Raisa Ryazanova... bà chủ nhà
- Aleksey Shevchenkov... Petrakov
- Aleksandr Loye... Goldin
- Sakhat Dursunov... Mamedov
- Vladimir Yepiskoposyan... Khabib
- Anatoly Gushin... Trung úy Кокоrа
- Aleksandr Fisenko... Đại úy Golikov

## Ê-kíp
- Giám đốc sản xuất: Konstantin Ernst, Anatoly Maksimov
- Âm nhạc: Ivan Burlyayev
- Dựng phim: Vladimir Sporyshkov
- Âm thanh: Ivan Gusakov, Mikhail Nikolayev
- Kỹ xảo hình ảnh: Grigory Chalenko, Timofey Goloborodko, Eduard Kargin, Mikhail Sergeyev, Roza Mukhamedova
- Quay phim: Kirill Davydov

## Chi tiết thú vị
Tiêu đề ban đầu của bộ phim là "Đại đội 6", nhưng có phim "Đại đội 9" của đạo diễn Fyodor Bondarchuk cũng đang trong quá trình thực hiện (sớm hơn) nên buộc phải đổi tên.